# Борки-1
Борки-1 (бел. Боркi-1) — деревня в Александрийском сельсовете Шкловского района Могилёвской области Белоруссии.
Борки-1-е расположены на левом берегу реки Берёзовка, близ административной границы с Витебской областью, к северу от деревни Староселье.

## Описание
Деревня упоминается в источниках с XVIII века. В 1777 году относилась к Копысскому уезду Могилевской губернии. В 1880-х годах в деревне работали винокурня, сыроварня и водяная мельница. В 1907 году открыта земская школа, в которой первоначально обучались 63 ученика. В 1922 году в переоборудованных помещениях хлебного магазина открыта школа первой степени. В 1930 году был создан колхоз «Вперед», который был ориентирована на мясомолочное животноводство и выращивание племенного скота. В 2007 году проживало 97 человек. В деревне четыре улицы идущих с юго-запада на юго-восток, которые связаны переулки.

## Люди, связанные с деревней
- Карначёнок, Николай Александрович — уроженец деревни 1922 года, в 1942 году лётчику Карначёнку посмертно было присвоено звание Героя Советского Союза[1][2].